# 카멜레온자리 DI
카멜레온자리 DI 또는 Hen 3-593, HIP 54365는 카멜레온자리 방향으로 지구로부터 약 700 광년 떨어진 곳에 있는 사중성계이다.
카멜레온자리 DI는 황소자리 T형 항성으로 변광성이며 주계열성 단계로 접어들기 전에 있는 젊은 항성체이다. 겉보기 등급은 10.65로부터 10.74까지 불규칙하게 변한다. 비록 이 별이 시각적으로는 어둡게 보이나 스펙트럼상 눈에 띄는 방출선을 보여주기 때문에 존재가 각인 되었다.
1977년 카멜레온자리 DI 주변에 본체보다 훨씬 더 어두운 동반성 B가 있음이 밝혀졌다. 주성과의 각거리는 4.6"으로 측정되었으며 이를 실제 거리로 환산하면 약 644 천문 단위(AU)였다. 이후 B로부터 각거리상 고작 0.066"밖에 떨어지지 않은 곳(약 10 AU)에 숨은 동반성 하나가 있음을 발견했으며 분광형은 둘 다 M5.5로 같았다. 마지막으로 주성 A 또한 0.2" 각거리에 분광형 M6의 동반성을 거느리고 있음이 밝혀졌다.